# Llista de models de motocicleta de trial posteriors a 1964
Aquesta és una llista amb els principals models de motocicleta de trial posteriors a 1964. La llista aplega una selecció dels models de motocicleta de trial més representatius dels creats a partir de 1965, ja fossin models comercials destinats a la venda o prototipus de fàbrica no produïts en sèrie (cas en el qual s'indica explícitament). No s'hi inclouen els nombrosos models artesanals fabricats durant aquest període, ni els de ciclomotor o minimoto de trial. Les entrades estan classificades alfabèticament pel fabricant del model i, dins de cada fabricant, per l'ordre cronològic del seu llançament. Quan es coneix, s'hi indica el nom del creador del model i/o el del pilot o pilots de proves que el varen desenvolupar inicialment.
La tria del període de mostra respon a criteris històrics, concretament a la data de llançament comercial de la Bultaco Sherpa T, una fita dins l'evolució tecnològica d'aquesta mena de motocicletes. La Sherpa T fou creada per Sammy Miller en col·laboració amb Francesc Xavier Bultó al Mas de Sant Antoni (Cunit) durant l'estiu de 1964, es presentà oficialment a l'exposició de l'Earls Court de Londres a finals d'any i Miller l'estrenà en competició aquell Nadal. La versió definitiva de la moto aparegué publicada per primer cop a la revista Motor Cycling el 16 de gener de 1965 i es presentà definitivament al públic al Saló de l'Automòbil de Barcelona d'aquell any. Poc després, al maig, Sammy Miller la pilotà als Sis Dies d'Escòcia -la competició de trial més important a l'època- i hi aconseguí la primera victòria d'una moto de dos temps i d'una moto no britànica. El ressò d'aquest èxit va revolucionar el món del trial fins al punt que, encara avui, hom parla de trial "pre-65" per a referir-se a tot allò relacionat amb aquest esport anterior a l'aparició de la Sherpa T.
A 1 de gener de 2016

## Llista de models
| Fabricant     | Any  | Model                           | Creador/Desenvolupador inicial                  |
| ------------- | ---- | ------------------------------- | ----------------------------------------------- |
| Alfer         | 1989 | TX300                           | Lluís Gallach                                   |
| Alpha         | 1990 | Micra 252                       | Thierry Girard                                  |
| Ancillotti    | 1977 | CT 125                          |                                                 |
| Aprilia       | 1981 | TL320                           | Mick Andrews                                    |
| Aprilia       | 1987 | TX 311                          | Philippe Berlatier                              |
| Aprilia       | 1988 | TXR 240                         |                                                 |
| Aprilia       | 1989 | Climber                         |                                                 |
| Armstrong     | 1982 | -- Prototipus --                | John Lampkin / Steve Saunders                   |
| Armstrong     | 1986 | 240 TA Mono                     |                                                 |
| Beta          | 1983 | TR240                           |                                                 |
| Beta          | 1984 | TR32                            | Antonio Trueba / Pere Ollé                      |
| Beta          | 1985 | TR33                            | Jordi Tarrés                                    |
| Beta          | 1986 | TR34                            |                                                 |
| Beta          | 1989 | Zero                            |                                                 |
| Beta          | 1994 | Techno                          |                                                 |
| Beta          | 2010 | EVO                             |                                                 |
| BPS           | 1976 | Yak 125                         |                                                 |
| Bultaco       | 1965 | Sherpa T 250                    | Paco Bultó / Sammy Miller                       |
| Bultaco       | 1974 | Sherpa T 350                    | Martin Lampkin                                  |
| Bultaco       | 1981 | Sherpa T 350 Blanca             | Yrjö Vesterinen                                 |
| CCM           | 1978 | CCM 350TR                       | Nick Jefferies                                  |
| Derbi         | 1983 | -- Prototipus 182 cc --         | Marcel·lí Corchs                                |
| Fantic        | 1979 | 200                             | Don Smith                                       |
| Fantic        | 1981 | 240                             | Jaume Subirà                                    |
| Fantic        | 1985 | 301                             | Thierry Michaud                                 |
| Fantic        | 1987 | 303                             |                                                 |
| Fantic        | 1990 | 307                             |                                                 |
| Fantic        | 1995 | 249 R                           |                                                 |
| Garelli       | 1985 | -- Prototipus --                | Bernie Schreiber                                |
| Garelli       | 1987 | 323 Section                     |                                                 |
| Gas Gas       | 1986 | Halley                          | Paxau                                           |
| Gas Gas       | 1992 | Contact                         | Jordi Tarrés                                    |
| Gas Gas       | 2000 | TXT                             | Adam Raga                                       |
| Greeves       | 2009 | 280cc                           |                                                 |
| Hiro          | 1978 | "Miller" 320                    | Andrea Mosconi / Sammy Miller                   |
| Honda         | 1974 | Trial 250                       | Sammy Miller                                    |
| Honda         | 1977 | RTL 360                         | Rob Shepherd                                    |
| Honda         | 1979 | TL 200—Prototipus --            | Eddy Lejeune                                    |
| Honda         | 1983 | RTC 360                         |                                                 |
| Honda         | 1984 | RTL 250S                        |                                                 |
| Honda         | 1988 | TLM 220 R                       |                                                 |
| Honda         | 1995 | TLR 200                         |                                                 |
| Italjet       | 1981 | 350 T                           | Bernie Schreiber                                |
| Italjet       | 1983 | T 350 Piuma                     | Philippe Berlatier                              |
| JCM           | 1983 | 323                             | Joël Corroy / Charles Coutard                   |
| JJ Cobas      | 1984 | RC 25                           | Antonio Cobas / Toni Gorgot                     |
| Jotagas       | 2012 | JTG 300                         | Jordi Tarrés                                    |
| JP            | 1987 | 325 TR                          | Albert Juvanteny / Quico Payà                   |
| Kawasaki      | 1972 | -- Prototipus 450 cc --         | Don Smith                                       |
| Kawasaki      | 1973 | KT 250                          | Don Smith                                       |
| Kawasaki      | 1975 | -- Prototipus 330 cc --         | Don Smith                                       |
| KTM           | 1976 | -- Prototipus 250 cc --         | Walter Luft                                     |
| KTM           | 1977 | -- Prototipus 350 cc --         | Felix Krahnstöver                               |
| Majesty       | 1978 | 250 TY Yamaha                   | Mick Andrews / John Edouard Shirt               |
| Majesty       | 1980 | 250 Godden Yamaha               | Mick Andrews / John Edouard Shirt / Don Godden  |
| Mecatecno     | 1981 | -- Prototipus 180 cc --         | Jordi Rabasa / Marcel·lí Corchs                 |
| Mecatecno     | 1983 | MR326                           | Gabino Renales                                  |
| Mecatecno     | 1987 | Dragonfly 326                   | Lluís Gallach                                   |
| Mecatecno     | 1989 | Skywalker                       |                                                 |
| Merlin        | 1983 | DG3 350                         |                                                 |
| Merlin        | 1986 | DG3 350 FIUS                    | Lluís Gallach                                   |
| Montesa       | 1967 | 250 Trial                       | Pere Pi                                         |
| Montesa       | 1968 | Cota 247                        | Christian Rayer / Pere Pi / Don Smith           |
| Montesa       | 1976 | Cota 348                        | Malcolm Rathmell                                |
| Montesa       | 1979 | Cota 349                        |                                                 |
| Montesa       | 1985 | Cota 304                        |                                                 |
| Montesa Honda | 1987 | Cota 307                        |                                                 |
| Montesa Honda | 1992 | Cota 311                        |                                                 |
| Montesa Honda | 1996 | Cota 315R                       | Marc Colomer                                    |
| Montesa Honda | 2005 | Cota 4RT                        | Dougie Lampkin / Takahisa Fujinami              |
| Moto Guzzi    | 1978 | -- Prototipus 222 cc --         |                                                 |
| OSSA          | 1967 | Pluma 230                       | Mick Andrews                                    |
| OSSA          | 1971 | MAR 250                         | Eduard Giró / Mick Andrews                      |
| OSSA          | 1980 | TR 80                           | Màrius Borràs / Mick Andrews / Toni Gorgot      |
| Ossa          | 2010 | TR280i                          | Marc Colomer                                    |
| Puch          | 1975 | -- Prototipus 250 cc --         | Franz Trummer                                   |
| Puch          | 1978 | Yeti 300                        | Franz Trummer                                   |
| Puch          | 1979 | -- Prototipus 350 cc --         | Quico Payà                                      |
| Scorpa        | 1994 | Works 294                       |                                                 |
| Scorpa        | 1998 | SY-250 Yamaha                   | Graham Jarvis                                   |
| Scorpa        | 2005 | SY-250F                         | Marc Colomer                                    |
| Sherco        | 1998 | Bultaco Sherco                  | Paxau / Andreu Codina / Graham Jarvis           |
| Sherco        | 1999 | ST                              | Graham Jarvis                                   |
| Suzuki        | 1974 | RL 250 Exacta                   | Gordon Farley                                   |
| Suzuki        | 1976 | RL 250 Beamish                  | Nigel Birkett                                   |
| Suzuki        | 1978 | RL 325 Beamish                  | Malcolm Rathmell                                |
| SWM           | 1978 | Guanaco 320                     | Giovanni Tosco / Sammy Miller / Charles Coutard |
| SWM           | 1981 | TL320                           | Gilles Burgat                                   |
| SWM           | 1983 | Jumbo 350                       |                                                 |
| Trans AMA     | 1981 | Maltry 320                      | Luigi Maltry / Paolo Campanelli                 |
| TRS           | 2015 | One                             | Jordi Tarrés / Adam Raga                        |
| Vertigo       | 2014 | Combat 300                      | Manel Jané / Dougie Lampkin                     |
| Xispa         | 2010 | X250R—Prototipus --             | David Cobos                                     |
| Yamaha        | 1972 | TY 360—Prototipus --            | Christian Rayer                                 |
| Yamaha        | 1973 | TY 250                          | Christian Rayer, Mick Andrews                   |
| Yamaha        | 1976 | TY 360 Cantilever—Prototipus -- | Mick Andrews                                    |
| Yamaha        | 1983 | TY 250 R                        |                                                 |
| Yamaha        | 1992 | TY 250 Z                        |                                                 |
| Zündapp       | 1965 | -- Prototipus 200 cc --         | Gustav Franke                                   |